# Parrocchia di Avoyelles
La parrocchia di Avoyelles (in inglese Avoyelles Parish) è una parrocchia dello Stato della Louisiana, negli Stati Uniti. La popolazione al censimento del 2000 era di 41 481 abitanti. Il capoluogo è Marksville.

## Geografia
La parrocchia si trova nel centro-est dello Stato. Il fiume Red attraversa la parrocchia a ovest e forma il confine nord-est, per poi trasformarsi nel fiume Atchafalaya e formare il confine orientale. La parrocchia ha diversi corsi d'acqua. Nella parrocchia si trova la Riserva Tunica-Biloxi, che comprende parte del capoluogo di contea.

### Parrocchie confinanti
- Parrocchia di LaSalle - nord
- Parrocchia di Catahoula - nord
- Parrocchia di Concordia - est
- Parrocchia di West Feliciana - est
- Parrocchia di Pointe Coupee - sud-est
- Parrocchia di St. Landry - sud
- Parrocchia di Evangeline - sud-ovest
- Parrocchia di Rapides - ovest

## Storia
La parrocchia (in Louisiana le parrocchie costituiscono un livello amministrativo equivalente a quello delle contee degli altri stati degli USA) fu creata nel 1807. Deve il suo nome ai nativi Avoyel, che vivevano nell'area quando arrivarono i francesi.

## Comuni
La parrocchia include i seguenti comuni:
- Bordelonville - cdp

- Bunkie - city
- Center Point - cdp
- Cottonport - town
- Evergreen - town
- Fifth Ward - cdp
- Hessmer - village
- Mansura - town
- Marksville (capoluogo) - city
- Moreauville - village
- Plaucheville - village
- Simmesport - town

## Citazioni letterarie
In uno dei suoi più celebri romanzi, "Come cenere nel vento", Kathleen E. Woodiwiss, la popolare scrittrice americana nota per il genere Romance, cita l'area del villaggio e della prateria di Avoyelles come una delle tappe del viaggio del protagonista della storia, nel periodo della Guerra civile americana.